# DVD Shrink
DVD Shrink es un programa para realizar copias de seguridad de DVD protegidos contra copia, además de poder guardar la imagen de disco en el disco duro del ordenador en formato ISO o como una carpeta VIDEO_TS.

## Cuestiones Legales
Este tipo de programas de copia, que permiten a una persona realizar una copia del disco en la computadora (explícitamente una copia de un disco con derechos de autor) es un asunto legal muy importante. Es ilegal en los Estados Unidos el realizar una copia de seguridad de un DVD o un CD de audio.